# 조 (식물)
조(Setaria italica)는 벼과의 한해살이풀로 오래된 작물 중 하나이다.

## 역사
조의 원종은 강아지풀(Setaria viridis)로 밝혀져 있다. 조와 강아지풀은 서로 교배 가능하며, 유전체 검사로도 원종이라는 것이 확인된다.
조를 처음으로 재배한 흔적은 페이리강 문화와 츠산 문화(기원전 6500년 ~ 기원전 5500년)에서 발견됐다. 하지만 조가 주식이 된 것은 양사오 문화(기원전 5000년 ~ 기원전 3000년) 전후이다. 이후 벼가 널리 보급되기 전까지 회수 이북 지방에서는 조는 기장과 함께 주식이었다.
조가 동쪽으로 전파된 흔적으로는 연해주 Krounovka 1 발굴지에서 발굴된 기원전 3620~3370년경의 유물, 부산 동삼동 패총에서 발굴된 기원전 3360년경의 유물, 홋카이도 우스지리(臼尻)에서 발굴된 기원전 2000년경의 유물 등이 있다.
남쪽으로는 티벳 카뤄 문화의 유물(기원전 3000년경), 타이완섬 다펀컹 문화의 유물(기원전 2800년경), 등이 있다.
유럽에는 기원전 2000년경 유적에 탄화된 씨앗이 발견된다.

## 이름
한국어 ‘조’의 옛 형태가 기록된 가장 오래된 문헌은 《두시언해》(1481)의 시에 실린 ‘좋’이다. 이것이 발음 변화를 거쳐 ‘조’가 되었다.
‘좁쌀’은 그 크기에 빗대어 작고 좀스러운 사람이나 물건을 뜻하기도 한다.

## 경작
중앙 아시아·인도·자바·중국 등지에서 널리 경작된다.
보통 5월 무렵 이삭이 패기 전에 이랑 사이에 씨를 뿌려서 어느 정도 자랐을 때 이삭을 수확하고 나면 햇빛을 잘 받으면서 쑥쑥 자라 가을에는 높이가 약 1-2m에 이른다. 길고 가느다란 잎은 어긋나며, 잎 가장자리에는 작은 톱니가 있다. 9월 무렵에 길이 15-20cm인 원기둥 모양의 이삭이 익으면 수확한다. 찧어 껍질을 벗겨 좁쌀로 만든다.
생육 기간이 짧고 건조에도 매우 강하므로 척박한 땅에서도 잘 되며, 흉년이 들었을 때 주식으로 할 수 있는 작물이다. 보통 조라고 부르는 열매는 작고 둥글며 노란색을 띤다. 껍질을 벗긴 좁쌀은 노란색을 띠며, 녹말·단백질·지방이 들어 있다. 옛날에는 주로 밥을 지어 먹었다. 한때 중요한 구황작물이었으며, 떡·엿·술을 만드는 원료로도 쓰였다.

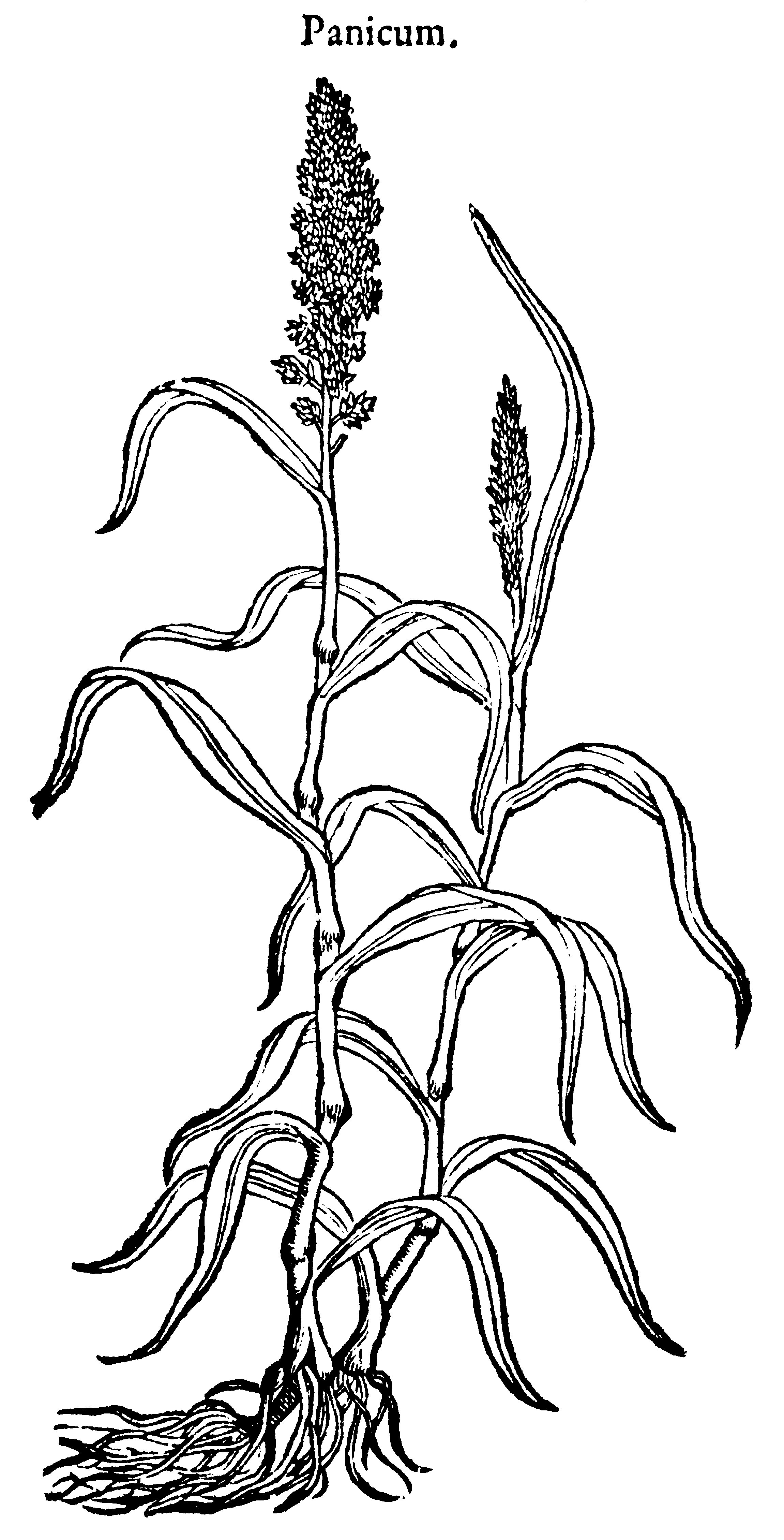

## 같이 보기
- 서곡
- 진주조

## 참고 자료
- 이 문서에는 다음커뮤니케이션(현 카카오)에서 GFDL 또는 CC-SA 라이선스로 배포한 글로벌 세계대백과사전의 내용을 기초로 작성된 글이 포함되어 있습니다.